# Ema Mělniška
Ema (češko Emma) je bila češka vojvodinja kot druga žena vojvode Boleslava II. Češkega, * okoli 948, † 2. november 1006, Mělník, Vojvodina Češka.
Njeno poreklo je negotovo. Zgodovinar Gelasius Dobner (1719–1790) je domneval, da je bila burgundska princesa, kar se je do nedavnega  spoštovalo. Najnovejše raziskave zgodovinarjev in numizmatikov kažejo, da je bila italijansko-burgundskega porekla in jo identificirajo z Emo, rojeno v Italiji in vdovo  francoskega kralja Lotarja († 986). Boleslavova druga žena je postala okoli leta 989. Češki zgodovinarji  tradicionalno domnevajo, da je bila mati Boleslavovih mlajših sinov Oldřiha in Jaromirja. Najstarejši sin Boleslav III. je bil sin očetove prve žene Adive.
Zaradi strahu pred Boleslavom III. se je Ema leta 1001 odločila za beg  na bavarski dvor skupaj s češkima vojvodama Oldřihom in Jaromirjem. Brata sta poiskala vojaško podporo nemškega kralja Henrika II., s čimer je Češka dokončno padla pod jurisdikcijo Svetega rimskega cesarstva. Leta 1004 je Jaromir z nemško vojsko  zavzel Prago in se proglasil za vojvodo.  Ema se je vrnila na Češko in najverjetneje živela v Mělniku, kjer je tudi umrla.

## Vir
- Jan Kilián, Luboš Polanský (ur.). Emma regina – Civitas Melnic. Mělník-Praha, 2008. ISBN 978-80-903899-1-5.

| Ema Mělniška Rojen: okoli 948 Umrl: 2. november 1006 |                                     |                                                                   |
| Nazivi za člane kraljevske družine                   |                                     |                                                                   |
| Predhodnik: Biagota?                                 | Vojvodinja žena Češke okoli 989–999 | Naslednik: Božena Češka Naslednja potrjena: Judita Schweinfurtska |